# S-300
S-300 là một loạt các hệ thống Tên lửa đất đối không tầm xa Nga do Tổng công ty khoa học công nghiệp Almaz sản xuất dựa trên phiên bản S-300P đầu tiên. Hệ thống S-300 đã được phát triển để tăng cường khả năng chống lại máy bay và tên lửa hành trình cho Lực lượng Phòng không Xô viết. Các biến thể sau đó được phát triển để đánh chặn cả tên lửa đạn đạo chiến thuật.
Hệ thống S-300 được Liên Xô triển khai lần đầu vào năm 1979 nhằm phòng thủ không trung cho các cơ sở công nghiệp và hành chính lớn, các căn cứ quân sự và kiểm soát không phận chống lại máy bay tấn công của đối phương.
Nhà phát triển quản lý dự án của S-300 là công ty Nga Almaz (thuộc sở hữu của chính phủ, viết tắt "KB-1") mà hiện nay đang là một phần của Doanh nghiệp Phòng không "Almaz-Antei". S-300 sử dụng tên lửa do phòng thiết kế MKB "Fakel" (một công ty riêng của chính phủ, viết tắt "OKB-2") phát triển.
Thời gian triển khai S-300 là 5 phút. Một phiên bản phát triển của hệ thống S-300 là S-400, đi vào phục vụ vào năm 2004.
Tháng 2 năm 2010, Nga thông báo tiếp tục sáng kiến bán các hệ thống S-300 cho Iran, nước vốn sợ một cuộc không kích bằng máy bay tàng hình của Mỹ-Israel vào cơ sở hạt nhân của họ. Các nhà phân tích cho rằng nó có thể được trang bị với cùng loại radar chống tàng hình được cho là đã được sử dụng trên loại S-400.

## Biến thể và nâng cấp
Có nhiều phiên bản được trang bị các loại tên lửa khác nhau, radar cải tiến, khả năng chống các biện pháp phản công điện tử tốt hơn, tầm xa hơn và khả năng chống các tên lửa đạn đạo tầm ngắn hay các mục tiêu bay rất thấp cao hơn. Hiện chúng có ba biến thể chính.

### Cây phả hệ hệ thống S-300
|          |          |          |          |            |            |            |            |            |            |          |          |          |          |  |  |            |            |            |            |            |            | Dòng S-300 |        |          |          |          |          |          |          |           |         |         |         |         |         |           |           |           |           |           |           |  |  |        |        |                              |                              |                              |                              |                              |                              |        |        |       |       |       |       |  |  |  |  |  |  |  |  |  |  |  |  |  |  |  |  |  |  |  |  |  |  |  |  |  |  |  |  |  |  |  |  |  |  |
|          |          |          |          |            |            |            |            |            |            |          |          |          |          |  |  |            |            |            |            |            |            |            |        |          |          |          |          |          |          |           |         |         |         |         |         |           |           |           |           |           |           |  |  |        |        |                              |                              |                              |                              |                              |                              |        |        |       |       |       |       |  |  |  |  |  |  |  |  |  |  |  |  |  |  |  |  |  |  |  |  |  |  |  |  |  |  |  |  |  |  |  |  |  |  |
|          |          |          |          |            |            |            |            |            |            |          |          |          |          |  |  |            |            |            |            |            |            |            |        |          |          |          |          |          |          |           |         |         |         |         |         |           |           |           |           |           |           |  |  |        |        |                              |                              |                              |                              |                              |                              |        |        |       |       |       |       |  |  |  |  |  |  |  |  |  |  |  |  |  |  |  |  |  |  |  |  |  |  |  |  |  |  |  |  |  |  |  |  |  |  |
|          |          |          |          | S-300V     | S-300V     | S-300V     | S-300V     | S-300V     | S-300V     |          |          |          |          |  |  |            |            |            |            |            |            | S-300P     | S-300P | S-300P   | S-300P   | S-300P   | S-300P   |          |          |           |         |         |         |         |         |           |           |           |           |           |           |  |  |        |        |                              |                              | S-300F                       | S-300F                       | S-300F                       | S-300F                       | S-300F | S-300F |       |       |       |       |  |  |  |  |  |  |  |  |  |  |  |  |  |  |  |  |  |  |  |  |  |  |  |  |  |  |  |  |  |  |  |  |  |  |
|          |          |          |          | S-300V     | S-300V     | S-300V     | S-300V     | S-300V     | S-300V     |          |          |          |          |  |  |            |            |            |            |            |            | S-300P     | S-300P | S-300P   | S-300P   | S-300P   | S-300P   |          |          |           |         |         |         |         |         |           |           |           |           |           |           |  |  |        |        |                              |                              | S-300F                       | S-300F                       | S-300F                       | S-300F                       | S-300F | S-300F |       |       |       |       |  |  |  |  |  |  |  |  |  |  |  |  |  |  |  |  |  |  |  |  |  |  |  |  |  |  |  |  |  |  |  |  |  |  |
|          |          |          |          |            |            |            |            |            |            |          |          |          |          |  |  |            |            |            |            |            |            |            |        |          |          |          |          |          |          |           |         |         |         |         |         |           |           |           |           |           |           |  |  |        |        |                              |                              |                              |                              |                              |                              |        |        |       |       |       |       |  |  |  |  |  |  |  |  |  |  |  |  |  |  |  |  |  |  |  |  |  |  |  |  |  |  |  |  |  |  |  |  |  |  |
| S-300V1  | S-300V1  | S-300V1  | S-300V1  | S-300V1    | S-300V1    |            |            | S-300V2    | S-300V2    | S-300V2  | S-300V2  | S-300V2  | S-300V2  |  |  | S-300PT    | S-300PT    | S-300PT    | S-300PT    | S-300PT    | S-300PT    |            |        |          |          |          |          |          |          | S-300PS   | S-300PS | S-300PS | S-300PS | S-300PS | S-300PS |           |           |           |           |           |           |  |  | Fort   | Fort   | Fort                         | Fort                         | Fort                         | Fort                         |                              |                              | Rif    | Rif    | Rif   | Rif   | Rif   | Rif   |  |  |  |  |  |  |  |  |  |  |  |  |  |  |  |  |  |  |  |  |  |  |  |  |  |  |  |  |  |  |  |  |  |  |
| S-300V1  | S-300V1  | S-300V1  | S-300V1  | S-300V1    | S-300V1    |            |            | S-300V2    | S-300V2    | S-300V2  | S-300V2  | S-300V2  | S-300V2  |  |  | S-300PT    | S-300PT    | S-300PT    | S-300PT    | S-300PT    | S-300PT    |            |        |          |          |          |          |          |          | S-300PS   | S-300PS | S-300PS | S-300PS | S-300PS | S-300PS |           |           |           |           |           |           |  |  | Fort   | Fort   | Fort                         | Fort                         | Fort                         | Fort                         |                              |                              | Rif    | Rif    | Rif   | Rif   | Rif   | Rif   |  |  |  |  |  |  |  |  |  |  |  |  |  |  |  |  |  |  |  |  |  |  |  |  |  |  |  |  |  |  |  |  |  |  |
|          |          |          |          |            |            |            |            |            |            |          |          |          |          |  |  |            |            |            |            |            |            |            |        |          |          |          |          |          |          |           |         |         |         |         |         |           |           |           |           |           |           |  |  |        |        |                              |                              |                              |                              |                              |                              |        |        |       |       |       |       |  |  |  |  |  |  |  |  |  |  |  |  |  |  |  |  |  |  |  |  |  |  |  |  |  |  |  |  |  |  |  |  |  |  |
|          |          |          |          |            |            |            |            |            |            |          |          |          |          |  |  |            |            |            |            |            |            |            |        |          |          |          |          |          |          |           |         |         |         |         |         |           |           |           |           |           |           |  |  |        |        |                              |                              |                              |                              |                              |                              |        |        |       |       |       |       |  |  |  |  |  |  |  |  |  |  |  |  |  |  |  |  |  |  |  |  |  |  |  |  |  |  |  |  |  |  |  |  |  |  |
|          |          |          |          | S-300VM    | S-300VM    | S-300VM    | S-300VM    | S-300VM    | S-300VM    |          |          |          |          |  |  | S-300PT-1  | S-300PT-1  | S-300PT-1  | S-300PT-1  | S-300PT-1  | S-300PT-1  |            |        | S-300PM  | S-300PM  | S-300PM  | S-300PM  | S-300PM  | S-300PM  |           |         |         |         |         |         | S-300PMU  | S-300PMU  | S-300PMU  | S-300PMU  | S-300PMU  | S-300PMU  |  |  | Fort-M | Fort-M | Fort-M                       | Fort-M                       | Fort-M                       | Fort-M                       |                              |                              | Rif-M  | Rif-M  | Rif-M | Rif-M | Rif-M | Rif-M |  |  |  |  |  |  |  |  |  |  |  |  |  |  |  |  |  |  |  |  |  |  |  |  |  |  |  |  |  |  |  |  |  |  |
|          |          |          |          |            | S-300VM    | S-300VM    | S-300VM    | S-300VM    | S-300VM    |          |          |          |          |  |  | S-300PT-1  | S-300PT-1  | S-300PT-1  | S-300PT-1  | S-300PT-1  | S-300PT-1  |            |        | S-300PM  | S-300PM  | S-300PM  | S-300PM  | S-300PM  | S-300PM  |           |         |         |         |         |         | S-300PMU  | S-300PMU  | S-300PMU  | S-300PMU  | S-300PMU  | S-300PMU  |  |  | Fort-M | Fort-M | Fort-M                       | Fort-M                       | Fort-M                       | Fort-M                       |                              |                              | Rif-M  | Rif-M  | Rif-M | Rif-M | Rif-M | Rif-M |  |  |  |  |  |  |  |  |  |  |  |  |  |  |  |  |  |  |  |  |  |  |  |  |  |  |  |  |  |  |  |  |  |  |
|          |          |          |          |            |            |            |            |            |            |          |          |          |          |  |  |            |            |            |            |            |            |            |        |          |          |          |          |          |          | Favorit-S |         |         |         |         |         |           |           |           |           |           |           |  |  |        |        |                              |                              |                              |                              |                              |                              |        |        |       |       |       |       |  |  |  |  |  |  |  |  |  |  |  |  |  |  |  |  |  |  |  |  |  |  |  |  |  |  |  |  |  |  |  |  |  |  |
|          |          |          |          |            |            |            |            |            |            |          |          |          |          |  |  |            |            |            |            |            |            |            |        |          |          |          |          |          |          |           |         |         |         |         |         |           |           |           |           |           |           |  |  |        |        |                              |                              |                              |                              |                              |                              |        |        |       |       |       |       |  |  |  |  |  |  |  |  |  |  |  |  |  |  |  |  |  |  |  |  |  |  |  |  |  |  |  |  |  |  |  |  |  |  |
| S-300VM1 | S-300VM1 | S-300VM1 | S-300VM1 | S-300VM1   | S-300VM1   |            |            | S-300VM2   | S-300VM2   | S-300VM2 | S-300VM2 | S-300VM2 | S-300VM2 |  |  | S-300PT-1A | S-300PT-1A | S-300PT-1A | S-300PT-1A | S-300PT-1A | S-300PT-1A |            |        | S-300PM1 | S-300PM1 | S-300PM1 | S-300PM1 | S-300PM1 | S-300PM1 |           |         |         |         |         |         | S-300PMU1 | S-300PMU1 | S-300PMU1 | S-300PMU1 | S-300PMU1 | S-300PMU1 |  |  |        |        |                              |                              |                              |                              |                              |                              |        |        |       |       |       |       |  |  |  |  |  |  |  |  |  |  |  |  |  |  |  |  |  |  |  |  |  |  |  |  |  |  |  |  |  |  |  |  |  |  |
| S-300VM1 | S-300VM1 | S-300VM1 | S-300VM1 | S-300VM1   | S-300VM1   |            |            | S-300VM2   | S-300VM2   | S-300VM2 | S-300VM2 | S-300VM2 | S-300VM2 |  |  | S-300PT-1A | S-300PT-1A | S-300PT-1A | S-300PT-1A | S-300PT-1A | S-300PT-1A |            |        | S-300PM1 | S-300PM1 | S-300PM1 | S-300PM1 | S-300PM1 | S-300PM1 |           |         |         |         |         |         | S-300PMU1 | S-300PMU1 | S-300PMU1 | S-300PMU1 | S-300PMU1 | S-300PMU1 |  |  |        |        |                              |                              |                              |                              |                              |                              |        |        |       |       |       |       |  |  |  |  |  |  |  |  |  |  |  |  |  |  |  |  |  |  |  |  |  |  |  |  |  |  |  |  |  |  |  |  |  |  |
|          |          |          |          |            |            |            |            |            |            |          |          |          |          |  |  |            |            |            |            |            |            |            |        |          |          |          |          |          |          |           |         |         |         |         |         |           |           |           |           |           |           |  |  |        |        |                              |                              |                              |                              |                              |                              |        |        |       |       |       |       |  |  |  |  |  |  |  |  |  |  |  |  |  |  |  |  |  |  |  |  |  |  |  |  |  |  |  |  |  |  |  |  |  |  |
|          |          |          |          | Antey 2500 | Antey 2500 | Antey 2500 | Antey 2500 | Antey 2500 | Antey 2500 |          |          |          |          |  |  |            |            |            |            |            |            |            |        | S-300PM2 | S-300PM2 | S-300PM2 | S-300PM2 | S-300PM2 | S-300PM2 |           |         |         |         |         |         | S-300PMU2 | S-300PMU2 | S-300PMU2 | S-300PMU2 | S-300PMU2 | S-300PMU2 |  |  |        |        | Phiên bản sử dụng trong nước | Phiên bản sử dụng trong nước | Phiên bản sử dụng trong nước | Phiên bản sử dụng trong nước | Phiên bản sử dụng trong nước | Phiên bản sử dụng trong nước |        |        |       |       |       |       |  |  |  |  |  |  |  |  |  |  |  |  |  |  |  |  |  |  |  |  |  |  |  |  |  |  |  |  |  |  |  |  |  |  |
|          |          |          |          | Antey 2500 | Antey 2500 | Antey 2500 | Antey 2500 | Antey 2500 | Antey 2500 |          |          |          |          |  |  |            |            |            |            |            |            |            |        | S-300PM2 | S-300PM2 | S-300PM2 | S-300PM2 | S-300PM2 | S-300PM2 |           |         |         |         |         |         | S-300PMU2 | S-300PMU2 | S-300PMU2 | S-300PMU2 | S-300PMU2 | S-300PMU2 |  |  |        |        | Phiên bản sử dụng trong nước | Phiên bản sử dụng trong nước | Phiên bản sử dụng trong nước | Phiên bản sử dụng trong nước | Phiên bản sử dụng trong nước | Phiên bản sử dụng trong nước |        |        |       |       |       |       |  |  |  |  |  |  |  |  |  |  |  |  |  |  |  |  |  |  |  |  |  |  |  |  |  |  |  |  |  |  |  |  |  |  |
|          |          |          |          |            |            |            |            |            |            |          |          |          |          |  |  |            |            |            |            |            |            |            |        |          |          |          |          |          |          | Favorit   | Favorit | Favorit | Favorit | Favorit | Favorit |           |           |           |           |           |           |  |  |        |        | Phiên bản xuất khẩu          | Phiên bản xuất khẩu          | Phiên bản xuất khẩu          | Phiên bản xuất khẩu          | Phiên bản xuất khẩu          | Phiên bản xuất khẩu          |        |        |       |       |       |       |  |  |  |  |  |  |  |  |  |  |  |  |  |  |  |  |  |  |  |  |  |  |  |  |  |  |  |  |  |  |  |  |  |  |
|          |          |          |          | S-300VMD   | S-300VMD   | S-300VMD   | S-300VMD   | S-300VMD   | S-300VMD   |          |          |          |          |  |  |            |            |            |            |            |            |            |        | S-400    | S-400    | S-400    | S-400    | S-400    | S-400    | Favorit   | Favorit | Favorit | Favorit | Favorit | Favorit |           |           |           |           |           |           |  |  |        |        | Phiên bản xuất khẩu          | Phiên bản xuất khẩu          | Phiên bản xuất khẩu          | Phiên bản xuất khẩu          | Phiên bản xuất khẩu          | Phiên bản xuất khẩu          |        |        |       |       |       |       |  |  |  |  |  |  |  |  |  |  |  |  |  |  |  |  |  |  |  |  |  |  |  |  |  |  |  |  |  |  |  |  |  |  |

### S-300P

#### S-300P trên đất liền

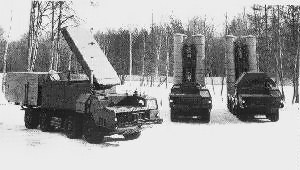
Hai tên lửa S-300-PM TEL và một 'Flap Lid' radar

S-300P (chuyển tự từ tiếng Nga С-300П) là phiên bản nguyên thủy của hệ thống S-300 đi vào hoạt động năm 1978. Năm 1987 hơn 80 địa điểm được triển khai sẵn sàng, chủ yếu tại khu vực quanh Moskva. Hậu tố P thể hiện PVO-Strany (hệ thống phòng không quốc gia). Một đơn vị S-300PT gồm một radar giám sát 36D6 (tên hiệu NATO TIN SHIELD), một hệ thống kiểm soát bắn 30N6 (FLAP LID) và các phương tiện phóng 5P85-1. Phương tiện phóng 5P85-1 là một xe tải kéo móc. Thường một radar thám sát tầm thấp 76N6 (CLAM SHELL) cũng là một phần của đơn vị.
Hệ thống là một sự phát triển đáng kể, gồm cả việc sử dụng radar mạng phase và khả năng chiến đấu với nhiều mục tiêu trên cùng Hệ thống kiểm soát bắn (FCS). Tuy nhiên, nó có một số hạn chế. Mất hơn một giờ để chuẩn bị cho hệ thống bán cơ động này sẵn sàng khai hoả và phương pháp phóng thẳng nóng được sử dụng thường làm hư hại TEL.
Ban đầu nó được dự định lắp đặt hệ thống dẫn đường Track Via Missile (TVM). Tuy nhiên, hệ thống TVM gặp các vấn đề khi thám sát các mục tiêu bay dưới 500 m. Thay vì chấp nhận giới hạn, người Liên xô quyết định rằng việc thám sát các mục tiêu độ cao thấp là một yêu cầu bắt buộc và quyết định sử dụng một hệ thống chỉ huy-dẫn đường thuần tuý cho tới khi đầu TVM sẵn sàng. Điều này cho phép độ cao chiến đấu tối thiểu ở mức 25 m.
Những cải tiến cho S-300P đã dẫn tới nhiều phiên bản phụ lớn cho cả thị trường trong nước và xuất khẩu. S-300PT-1 và S-300PT-1A là những cải tiến lớn từ hệ thống S300PT nguyên bản. Việc giới thiệu tên lửa 5V55KD và biện pháp phóng lạnh sau đó cũng được thực hiện. Thời gian chuẩn bị sẵn sàng giảm xuống còn 30 phút (có thể sánh với Patriot PAC-2) và việc lựa chọn đường đạn cho phép 5V55KD đạt tới tầm hoạt động 75 km.
S-300PS/S-300PM (tiếng Nga C-300ПC/C-300ПМ) được giới thiệu năm 1985 và là phiên bản duy nhất được cho là được trang bị một đầu đạn hạt nhân. Model này xuất hiện cùng TEL, radar di động và các phương tiện chỉ huy hiện đại tất cả đều được đặt trên xe tải MAZ-7910 8x8. Model này cũng sử dụng các tên lửa 5V55R mới tăng tầm chiến đấu tối đa lên 90 km (56 dặm) và phương thức dẫn đường điều khiển radar bán chủ động (SARH). Radar giám sát của các hệ thống này được đặt tên 30N6. Cũng xuất hiện cùng phiên bản này là sự phân biệt giữa các TEL tự hành và không tự hành. TEL không tự hành được đặt tên 5P85T. Các TEL tự hành là 5P85S và 5P85D. 5P85D là một TEL "phụ", được điều khiển bởi một TEL 5P85S "chính". TEL "chính" có thể được phân biệt nhờ một container thiết bị lớn phía sau cabin; ở TEL "phụ" khu vực này để trống và được dùng chứa dây cáp hay lốp dự phòng.

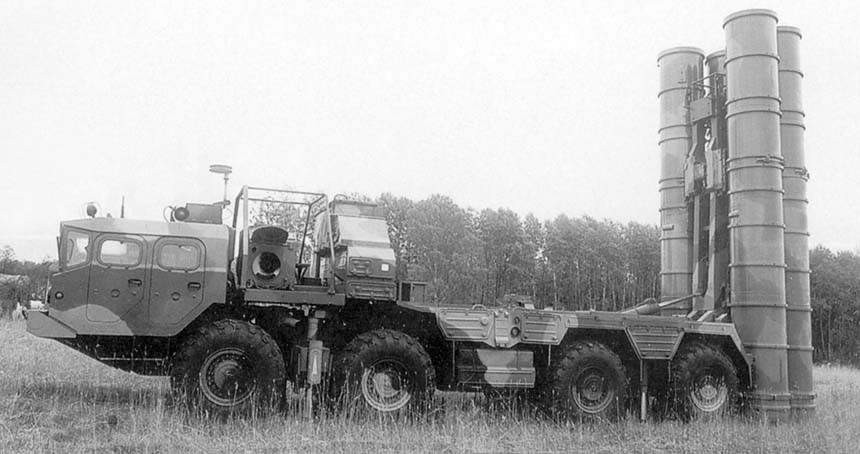
Cận cảnh bên, sẵn sàng phóng. Ảnh từ Field Artillery Magazine.

Phiên bản hiện đại hoá tiếp theo, được gọi là S-300PMU (tiếng Nga C-300ПМУ) được giới thiệu năm 1992 cho thị trường xuất khẩu và sử dụng tên lửa cải tiến 5V55U vẫn dùng phương pháp dẫn đường trung gian giai đoạn cuối SARH và đầu đạn nhỏ hơn của 5V55R nhưng tăng khả năng chiến đấu chung khiến loại tên lửa này hầu như có cùng tầm hoạt động và độ cao như loại tên lửa 48N6 mới hơn (tầm hoạt động tối đa 150 km/93 dặm). Các radar cũng được cải tiến, với radar giám sát cho S-300PMU được định danh là 64N6 (BIG BIRD) và radar rọi (illumination radar) và dẫn đường được định danh là 30N6-1 trong bảng GRAU.

#### S-300F (SA-N-6) trên biển

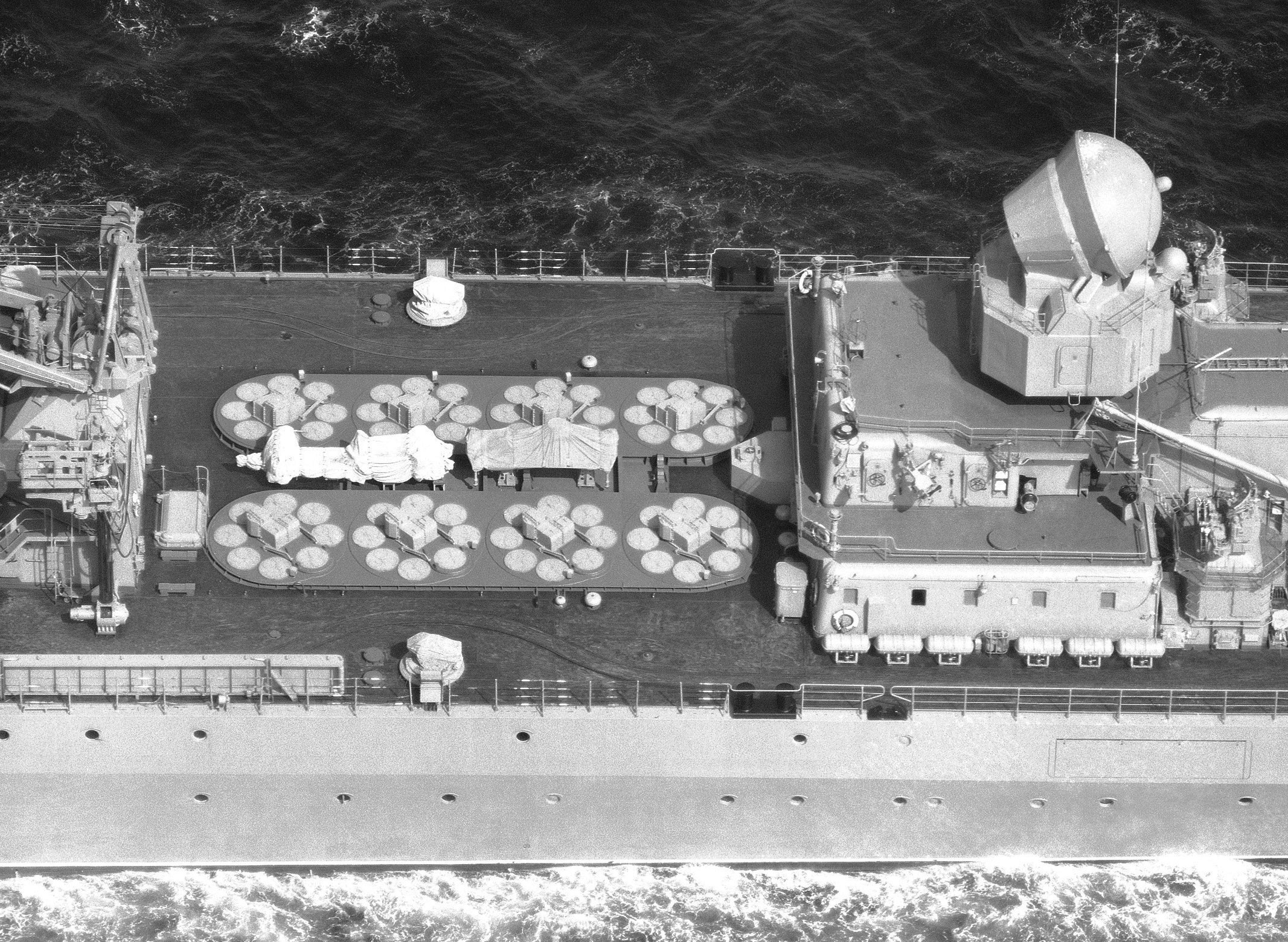
Cận cảnh các bệ phóng SA-N-6 trên tàu Marshal Ustinov.

S-300F Fort (tiếng Nga C-300Ф Форт, hậu tố F cho Flot, tiếng Nga có nghĩa hạm đội) được giới thiệu năm 1984 như phiên bản đầu tiên trang bị trên tàu thủy (hải quân) của hệ thống S-300P do Altair phát triển với loại tên lửa 5V55RM mới với tầm hoạt động 7–90 km (4-56 dặm, tương đương 3.8-50 hải lý) và tốc độ tối đa của mục tiêu lên tới Mach 4 trong khi độ cao chiến đấu giảm còn 25-25,000 m (100-82,000 ft). Phiên bản hải quân sử dụng các radar TOP SAIL hay TOP STEER, TOP PAIR và 3R41 Volna (TOP DOME) và dùng dẫn đường điều khiển với một phương thức dẫn đường radar bán chủ động (SARH) giai đoạn cuối. Nó lần đầu tiên được lắp đặt và thử nghiệm trên biển trên một tàu tuần tiễu lớp Kara và cũng được lắp đặt trên các tàu tuần tiễu lớp Slava và tàu chiến lớp Kirov. Nó được giữ trong tám (Slava) hay mười hai (Kirov) bệ phóng tám tên lửa bên dưới boong. Phiên bản xuất khẩu của hệ thống này được gọi là Rif (Russian Риф — reef).
S-300FM Fort-M (tiếng Nga C-300ФМ) là phiên bản hải quân khác của hệ thống, chỉ được lắp đặt trên tàu tuần tiễu lớp Kirov RFS Pyotr Velikiy, và sử dụng loại tên lửa 48N6 mới. Nó được giới thiệu năm 1990 và tăng tốc độ tên lửa lên xấp xỉ Mach 6 với tốc độ tiếp chiến mục tiêu tối đa lên tới Mach 8.5, tăng kích thước đầu đạn lên 150 kg (330 lb) và tăng tầm tiếp chiến một lần nữa lên 5–150 km (3-93 dặm) cũng như độ cao tiếp chiến 10m-27 km (33–88500 ft). Các tên lửa mới cũng sử dụng biện pháp dẫn đường tối tân track-via-missile và có khả năng ngăn chặn các tên lửa đạn đạo tầm ngắn. Hệ thống này sử dụng TOMB STONE MOD thay cho radar TOP DOME. Phiên bản xuất khẩu được gọi là Rif-M. Hai hệ thống Rif-M đã được Trung Quốc mua năm 2002 và lắp đặt trên các tàu khu trục tên lửa phòng không có điều khiển Type 051C.
Cả hai phiên bản hải quân đều được cho là còn có một máy do tìm hồng ngoại giai đoạn cuối thứ hai để giảm khả năng bị ảnh hưởng của hệ thống do bão hoà, tương tự như hệ thống tên lửa Standard mới của Mỹ. Điều này cũng giúp tên lửa có khả năng tiếp chiến các mục tiêu dưới đường chân trời của radar, như các tàu chiến hay các tên lửa chống tàu bay lướt trên mặt biển.

### S-300V (SA-12)

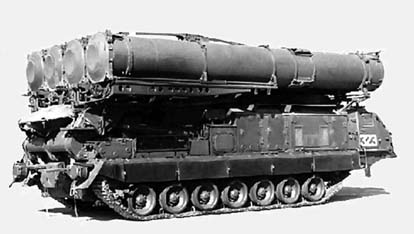
S-300V

9K81 S-300V Antey-300 (tiếng Nga 9К81 С-300В Антей-300 - được đặt theo tên Antaeus) hơi khác biệt so với các phiên bản khác. Nó được sản xuất bởi Antey chứ không phải Almaz. Hậu tố V thay cho Voyska (các lực lượng mặt đất). Nó được thiết kế để hoạt động như hệ thống phòng không tầng thứ ba của quân đội, cung cấp sự bảo vệ chống lại các tên lửa đạn đạo, tên lửa hành trình và máy bay, thay cho SA-4 'Ganef'. Các tên lửa "GLADIATOR" có tầm chiến đấu tối đa khoảng 75 km (47 dặm) trong khi các tên lửa "GIANT" có thể chiến đấu với các mục tiêu ngoài 100 km (62 dặm) và lên tới độ cao khoảng 32 km (100,000 ft). Trong cả hai trường hợp đầu đạn khoảng 150 kg (331 lb).
Tuy nó được tạo ra từ cùng dự án (và vì thế cùng có tên định danh thông thường S-300) các tính chất khác biệt là kết của một thiết kế khá khác biệt so với các phiên bản khác. Hệ thống S-300V được mang trên các xe vận tải bánh xích MT-T, khiến nó có khả năng cơ động băng đồng tốt hơn thậm chí cả loại S-300P trên các xe tải 8x8. Nó cũng hơi khác hơn loại S-300P. Ví dụ, tuy cả hai đều có radar quét cơ khí để tìm kiếm mục tiêu (9S15 BILL BOARD A), mức độ khẩu đội 9S32 GRILL PAN có khả nặng tìm kiếm tự động và SARH được giao cho radar rọi trên TELAR. Phiên bản 30N6 FLAP LID ban đầu trên S-300P thực hiện thám sát và rọi, nhưng không được trang bị tìm kiếm tự động (cải tiến sau này).

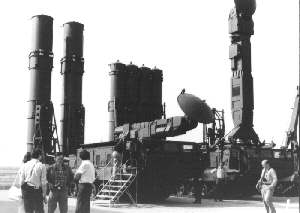
Các hệ thống tên lửa đất đối không tầm cao SA-12

S-300V đặt ra sự ưu tiên lớn hơn cho ABM, với loại 9M83 chế tạo riêng biệt. Tên lửa này lớn hơn và mỗi TELAR chỉ có khả năng mang hai tên lửa. Nó cũng có một radar ABM riêng biệt - radar mạng phase 9S19 HIGH SCREEN ở cấp độ khẩu đội. Một tiểu đội S-300V thông thường gồm một thiết bị thám sát mục tiêu và thiết bị chỉ định, một radar dẫn đường và tới 6 TELAR. Thiết bị thám sát và chỉ định gồm đài chỉ huy 9S457-1, một radar giám sát toàn bộ 9S15MV hay 9S15MT BILL BOARD và radar giám sát khu vực 9S19M2 HIGH SCREEN. S-300V sử dụng radar đa kênh 9S32-1 GRILL PAN. Bốn kiểu TELAR có thể được sử dụng với hệ thống này. 9A83-1 mang 4 tên lửa 9M83 GLADIATOR và 9A82 mang hai tên lửa 2 9M82 GIANT và các bệ phóng đơn giản, trong khi 9A84 (4× tên lửa 9M83) và 9A85 (2× tên lửa 9M82) gồm cả bộ phận nạp/phóng.
Hệ thống S-300V có thể được điều khiển bởi một hệ thống đài chỉ huy cấp trên 9S52 Polyana-D4 tích hợp nó với hệ thống tên lửa Buk thành một sư đoàn.

### S-300PMU-1/2 (SA-20)

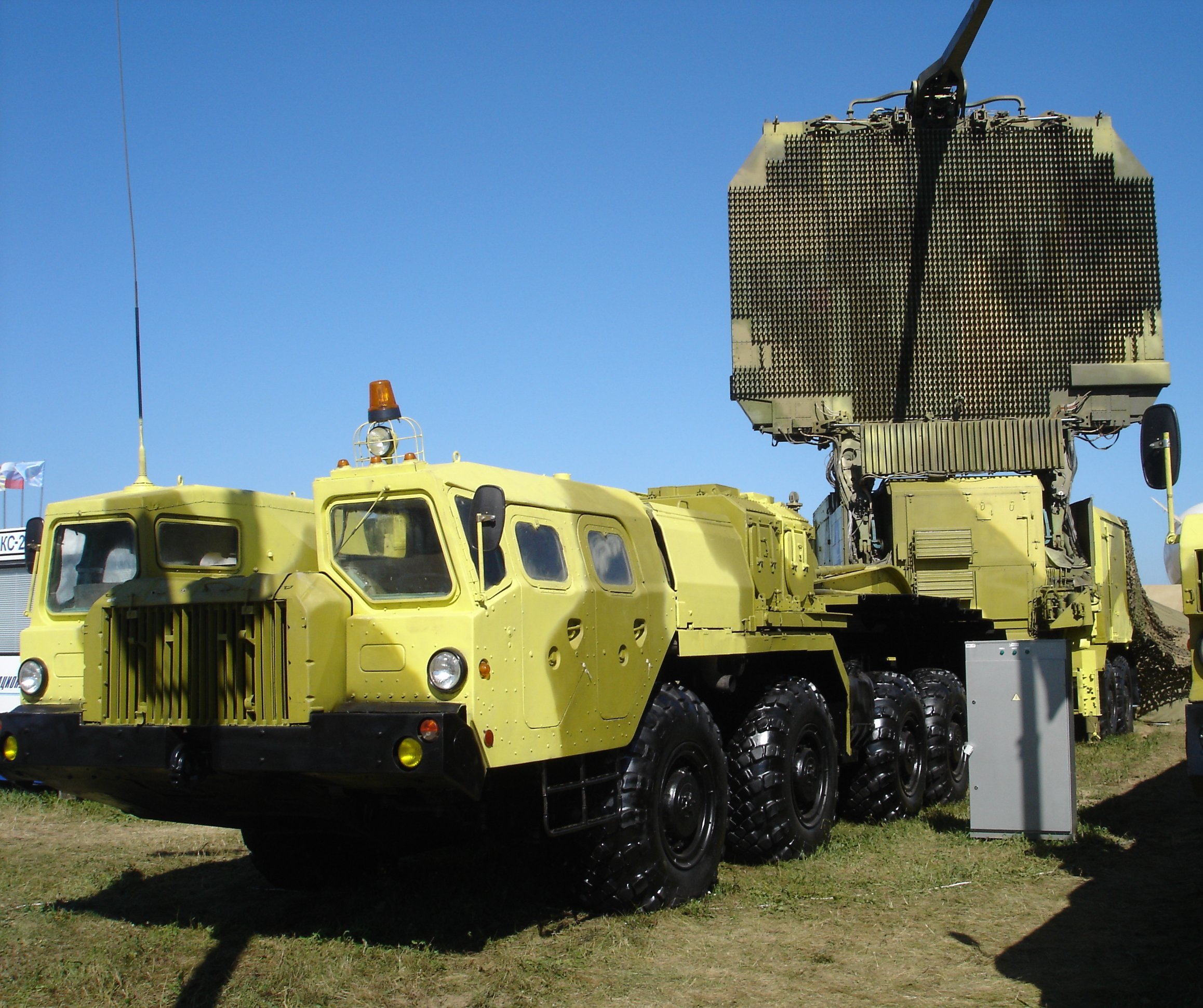
S-300PMU-2 radar thám sát 64N6E2 (một phần của đài chỉ huy 83M6E2)

S-300PMU-1 (tiếng Nga C-300ПМУ-1) cũng được giới thiệu năm 1992 với các tên lửa 48N6 mới và lớn hơn lần đầu tiên xuất hiện với vai trò triển khai trên đất liền và có tất cả các tính năng cải tiến từ phiên bản S300FM gồm gia tăng tốc độ, tầm hoạt động, dẫn đường TVM và khả năng ABM. Đầu đạn hơi nhỏ hơn phiên bản hải quân ở mức 143 kg (315 lb). Phiên bản này cũng là lần đầu tiên radar 30N6E TOMB STONE mới và có tính năng tốt hơn được giới thiệu.
S-300PMU-1 được giới thiệu năm 1999 và lần đầu tiên đưa ra nhiều kiểu tên lửa trên một hệ thống duy nhất. Ngoài các tên lửa 5V55R, 48N6E và 48N6E2, S-300PMU-1 có thể sử dụng hai loại tên lửa mới, 9M96E1 và 9M96E2. Cả hai đều nhỏ hơn các tên lửa trước đó, ở mức 330 và 420 kg (728 và 926 lb) và mang theo đầu đạn nhỏ hơn, chỉ 24 kg (53 lb). 9M96E1 có tầm chiến đấu 1–40 km (1-25 dặm) và 9M96E2 là 1–120 km (1-75 dặm). Chúng vẫn mang 4 tên lửa 48N6E và 48N6E2 trên mỗi TEL, và do có kích thước nhỏ hơn nên mỗi xe phóng có thể mang tới 16 tên lửa nếu dùng loại 9M96E1 hoặc 9M96E2. Ngoài việc chỉ dựa vào các đuôi khí động học để điều khiển, các tên lửa sử dụng một hệ thống động lực khí cho phép tên lửa có khả năng tiêu diệt (Pk) tốt hơn dù đầu đạn nhỏ hơn. Pk được ước tính ở mức 0.7 chống lại một tên lửa đạn đạo cho bất kỳ tên lửa nào.
S-300PMU-1 thường sử dụng hệ thống chỉ huy và điều khiển 83M6E, dù nó cũng tương thích với các hệ thống chỉ huy và điều khiển Baikal-1E và Senezh-M1E CCS cũ. Hệ thống 83M6E được tích hợp radar giám sát/phát hiện 64N6E (BIG BIRD). Radar kiểm soát bắn/nổ và dẫn đường là 30N6E(1), có thể lựa chọn thích hợp với một radar thám sát thấp 76N6 và một radar thám sát mọi cao độ 96L6E. Hệ thống chỉ huy và điều khiển 83M6E có thể kiểm soát tới 12 TEL, cả phương tiện tự hành 5P85SE và bệ phóng kéo 5P85TE. Nói cung các phương tiện hỗ trợ cũng gồm trong hệ thống, như xe kéo 40V6M, được dùng để kéo trạm ăng ten.

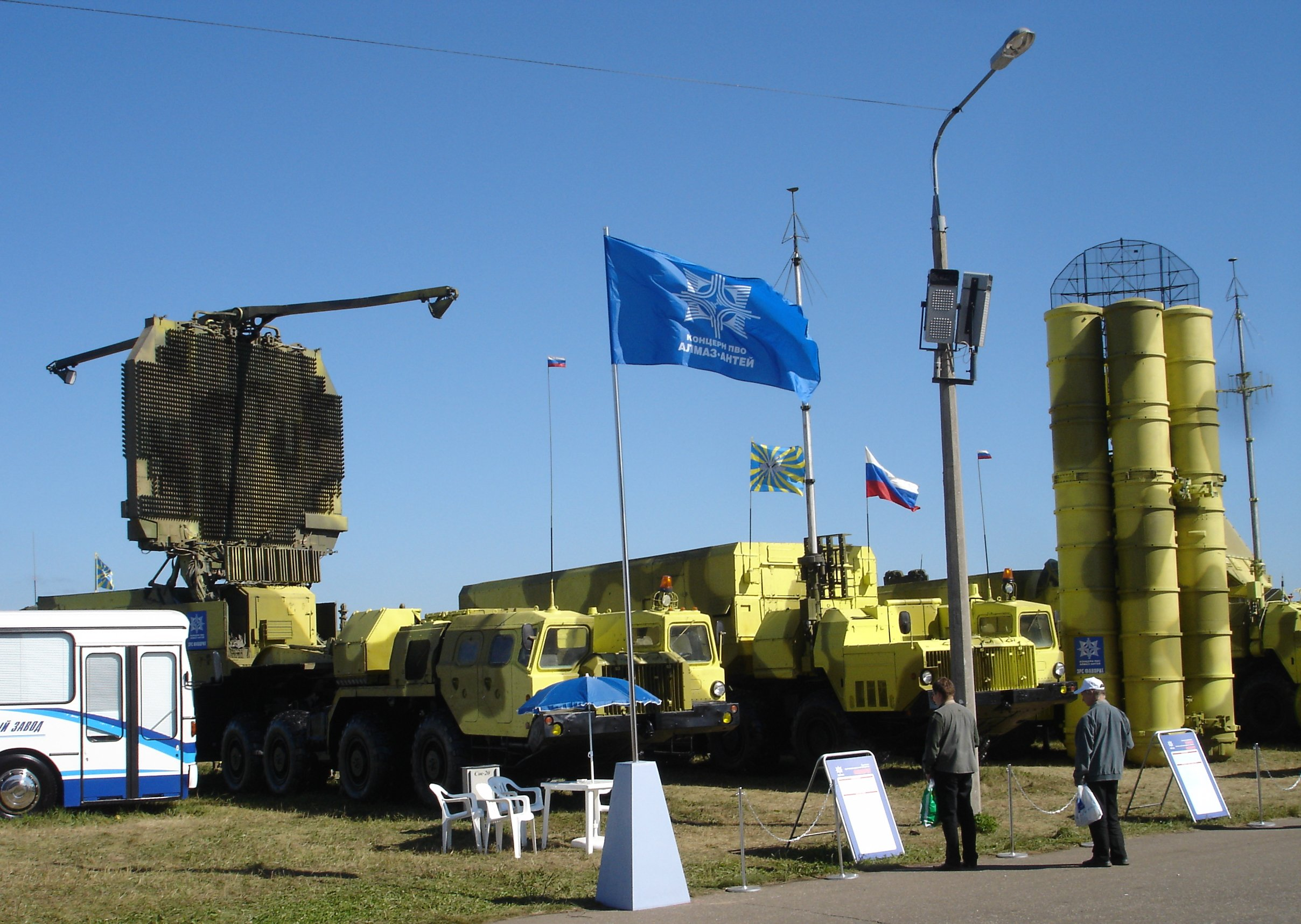
Các phương tiện S-300PMU-2. Từ trái sang phải: radar thám sát 64N6E2, đài chỉ huy 54K6E2 và 5P85 TEL.

S-300PMU-2 Favorite (tiếng Nga C-300ПМУ-2 Фаворит – Favourite, định danh DoD SA-20B), được giới thiệu năm 1997, là một phiên bản cải tiến của S-300PMU-1 với tầm hoạt động mở rộng lần nữa lên 195 km (121 dặm) cùng tên lửa 48N6E2 mới. Hệ thống này rõ ràng có khả năng không chỉ chống lại các tên lửa đạn đạo tầm ngắn, mà cả các tên lửa đạn đạo chiến thuật tầm trung. Nó sử dụng hệ thống chỉ huy và điều khiển 83M6E2, gồm phương tiện chỉ huy 54K6E2 và radar giám sát/dò tìm 64N6E2. Nó sử dụng radar điều khiển bắn/nổ và dẫn đường 30N6E2. Tương tự như S-300PMU-1, 12 TEL có thể được điều khiển, với bất kỳ kiểu phương tiện tự hành 5P85SE2 và bệ phóng kéo 5P85TE2. Tuỳ lựa chọn nó có thể sử dụng radar thám sát mọi cao độ 96L6E và radar thám sát độ cao thấp 76N6, như S-300PMU-1.

### S-400 (SA-21)
S-400 Triumf (tiếng Nga С-400 «Триумф», trước kia gọi là S-300PMU-3/C-300ПМУ-3) được giới thiệu năm 1999 và có đặc điểm ở những tên lửa mới, lớn hơn với 2 tên lửa trên mỗi TEL. Dự án đã gặp phải những chậm trễ từ khi được thông báo lần đầu và việc triển khai chỉ bắt đầu trên quy mô nhỏ năm 2006. Với tầm chiến đấu lên tới 400 km (250 dặm), tuỳ thuộc vào biến thể tên lửa sử dụng, và được tuyên bố là có khả năng phát hiện các mục tiêu tàng hình, nó là phiên bản hiện đại nhất. Ít thông tin được công bố về phiên bản này, các nhà sản xuất tuyên bố nó có thể bắn hạ các loại máy bay tàng hình tiên tiến nhất và cả tên lửa đạn đạo tầm tới 3.500 km.

### S-300VM (SA-X-23)
S-300VM (Antey 2500) là một phiên bản cải tiến của S-300V. Nó gồm một phương tiện chỉ huy mới, 9S457ME và một bộ các radar mới. Nó có khả năng dùng cả radar thám sát 9S15M2, 9S15MT2E hay 9S15MV2E, và radar giám sát khu vực được nâng cấp lên 9S19ME. Radar dẫn đường nâng cấp có danh mục Grau 9S32ME. Hệ thống vẫn sử dụng tới 6 TELAR, các bệ phóng 9A84ME (lên tới 4 × tên lửa 9M83ME) và lên tới 6 bệ phóng/xe nạp được triển khai cho mỗi bệ phóng (2 × tên lửa 9M83ME mỗi chiếc).

## Lịch sử chiến đấu
Dù không một hệ thống S-300 nào từng khai hoả trong một cuộc xung đột thực sự, nó vẫn được coi là một hệ thống SAM rất có khả năng. Tháng 4 năm 2005, NATO đã có một cuộc tập trận tại Pháp và Đức gọi là Trial Hammer 05 để thực tập các phi vụ của SEAD. Các quốc gia tham gia rất vui mừng vì Không quân Slovakia đã mang theo một hệ thống S-300PS dù đó là phiên bản cũ từ thập niên 1980, cho họ cơ hội duy nhất để NATO tìm hiểu hệ thống.
Israel đang tìm cách mua các máy bay chiến đấu F-35 Lightning II để hoá giải các mối nguy cơ từ các tên lửa S-300 đang được cung cấp cho Iran.

## Đặc điểm kỹ thuật
Các tên lửa được dẫn đường bằng radar 30N6 FLAP LID hay radar hải quân 3R41 Volna (TOP DOME) sử dụng dẫn đường điều khiển với radar dẫn đường bán chủ động giai đoạn cuối. Các phiên bản sau này sử dụng radar 30N6 FLAP LID B hay TOMB STONE để dẫn đường cho tên lửa qua dẫn đường mặt đất chỉ huy dẫn đường/tìm kiếm hỗ trợ (SAGG). SAGG tương tự như cấu hình dẫn đường TVM của Patriot. Phiên bản trước đó 30N6 FLAP LID A có thể dẫn đường tới 12 tên lửa một lúc tới 6 mục tiêu. 30N6E FLAP LID B có thể dẫn đường tới 24 tên lửa tới 12 mục tiêu. Các mục tiêu bay với tốc độ lên tới Mach 2,5 có thể bị chặn đánh thành công hay khoảng Mach 8,5 cho các model sau này. Một tên lửa có thể được phóng lên mỗi ba giây. Trung tâm điều khiển tự động có khả năng quản lý lên tới 12 TEL đồng thời.
Đầu đạn nguyên bản nặng 100 kg (220 lb), các đầu đạn trung gian nặng 133 kg (293 lb) và các đầu đạn mới nhất nặng 143 kg (315 lb). Tất cả được trang bị một kíp nổ tiếp cận và kíp nổ tiếp xúc. Các tên lửa nặng trong khoảng 1,450 kg (3,200 lb) và 1,800 kg (3,970 lb). Các tên lửa được phóng ra khỏi ống phóng trước khi các động cơ kích hoạt, nó có thể tăng tốc lên tới 100 g (1 km/s²). Chúng được phóng thẳng lên trên sau đó quay về hướng mục tiêu, không cần thiết phải ngắm tên lửa trước khi bắn. Các tên lửa được điều khiển bằng một bộ cánh đuôi và qua các van phụt chỉnh hướng. Các đoạn bên dưới cung cấp thông tin kỹ thuật chính xác về radar và tên lửa của các phiên bản S-300 khác nhau. Cần lưu ý rằng từ phiên bản S-300PM, hầu hết các phương tiện và tên lửa đều có thể được chuyển đổi lẫn giữa các phiên bản.

### Radar
30N6 FLAP LID A được lắp đặt trên một xe kéo nhỏ. 64N6 BIG BIRD được lắp trên một xe kéo lớn cùng một máy phát điện và thông thường được kéo bởi một chiếc xe tải tám bánh đã trở nên quen thuộc. 76N6 CLAM SHELL được lắp đặt trên một xe kéo lớn với một cột ăng ten cao khoảng 24 và 39 m (79 và 128 ft).
Phiên bản nguyên thủy S-300P sử dụng một tổ hợp radar doppler sóng liên tục 76N6 CLAM SHELL để thám sát mục tiêu và radar thám sát và tiếp chiến mạng phase số băng I/J 30N6 FLAP LID A. Cả hai được lắp đặt trên các xe kéo. Ngoài ra có một trung tâm điều khiển trên một xe kéo khác và tới mười hai bệ dựng/phóng với bốn tên lửa mỗi bệ được lắp trên các xe kéo. S-300PS/PM tương tự nhưng sử dụng radar thám sát và chiến đấu nâng cấp 30N6 với trung tâm chỉ huy được tích hợp và có các TEL lắp trên xe tải.
Nếu được sử dụng trong vai trò chống tên lửa đạn đạo hay chống tên lửa hành trình, radar băng E/F 64N6 BIG BIRD cũng sẽ được bổ sung cho khẩu đội. Nó có khả năng phát hiện các lớp mục tiêu tên lửa đạn đạo ở khoảng cách lên tới 1000 km (620 dặm) và bay với tốc độ tới 10.000 km/h (6200 mph) và các lớp mục tiêu tên lửa hành trình ở khoảng cách tới 300 km (185 dặm). Nó cũng sử dụng chùm tia điện tử lái và thực hiện việc quét một vòng mỗi 12 giây.
Radar 36D6 TIN SHIELD cũng có thể sử dụng để nâng cấp hệ thống S-300 giúp tăng khả năng thám sát mục tiêu sớm hơn so với radar FLAP LID. Nó có thể phát hiện một mục tiêu cỡ tên lửa bay ở độ cao 60 mét (200 ft) ít nhất cách xa 20 km (12.5 dặm), ở độ cao 100 mét (330 ft) ở ít nhất 30 km (19 dặm), và độ cao lớn tới 175 km (108 dặm). Ngoài ra một radar tìm kiếm mục tiêu băng E/F 64N6 BIG BIRD có thể được sử dụng với tầm thám sát tối đa tới 300 km (186 mi).
S-300 FC Radar Flap Lid có thể được lắp đặt trên một cột tiêu chuẩn.
| Chỉ số GRAU    | Tên hiệu NATO | Đặc điểm kỹ thuật    | Tầm thám sát mục tiêu    | Các mục tiêu thám sát đồng thời | Băng tần số NATO | Lần đầu sử dụng với | Ghi chú                                                             |
| -------------- | ------------- | -------------------- | ------------------------ | ------------------------------- | ---------------- | ------------------- | ------------------------------------------------------------------- |
| 36D6           | TIN SHIELD    | -                    | 180–360 km (112-224 dặm) | 120                             | E/F              | S-300P              | Định danh công nghiệp: ST-68UM 350 kW tới 1.23 MW cường độ tín hiệu |
| 76N6           | CLAM SHELL    | Thám sát độ cao thấp | 120 km (75 dặm)          | 300                             | I                | S-300PMU            | 1.4 kW FM sóng liên tục                                             |
| 64N6           | BIG BIRD      | -                    | 300 km (186 dặm)         |                                 | C                | S-300PMU-1          |                                                                     |
| 96L6E          | CHEESE BOARD  | Thám sát mọi độ cao  | 300 km (186 dặm)         | 300                             |                  | S-300PMU-1          |                                                                     |
| 9S15           | BILL BOARD    | -                    | 250 km (155 dặm)         | 200                             |                  | S-300V              |                                                                     |
| 9S19           | HIGH SCREEN   | Giám sát khu vực     |                          | 16                              |                  | S-300V              |                                                                     |
| MR-75          | TOP STEER     | Naval                | 300 km (186 dặm)         |                                 | D/E              | S-300F              |                                                                     |
| MR-800 Voskhod | TOP PAIR      | Hải quân             | 200 km (124 dặm)         |                                 | C/D/E/F          | S-300F              |                                                                     |

| Chỉ số GRAU | Tên hiệu NATO | Băng tần số NATO | Tầm thám sát mục tiêu | Số mục tiêu thám sát cùng lúc | Số mục tiêu chiến đấu cùng lúc | Lần đầu sử dụng với | Ghi chú    |
| ----------- | ------------- | ---------------- | --------------------- | ----------------------------- | ------------------------------ | ------------------- | ---------- |
| 30N6        | FLAP LID A    | I/J              |                       | 4                             | 4                              | S-300P              |            |
| 30N6E(1)    | FLAP LID B    | H-J              | 200 km (124 dặm)      | 12                            | 6                              | S-300PMU            | Mạng phase |
| 30N6E2      | FLAP LID B    | I/J              | 200 km (124 dặm)      | 72                            | 36                             | S-300PMU-2          |            |
| 9S32-1      | GRILL PAN     | Đa băng          | 140–150 km (90 dặm)   | 12                            | 6                              | S-300V              |            |
| 3R41 Volna  | TOP DOME      | I/J              | 100 km (62 dặm)       |                               |                                | S-300F              |            |

### Tên lửa
| Mã GRAU  | Năm  | Tầm hoạt động    | Tốc độ tối đa         | Dài           | Đường kính | Trọng lượng         | Đầu đạn           | Dẫn đường                | Sử dụng lần đầu với |
| -------- | ---- | ---------------- | --------------------- | ------------- | ---------- | ------------------- | ----------------- | ------------------------ | ------------------- |
| 5V55K/KD | 1978 | 47 km (29 dặm)   | 1,700 m/s (3,800 mph) | 7 m (23 ft)   | 450mm      | 1,450 kg (3,200 lb) | 100 kg (220 lb)   | Chỉ huy                  |                     |
| 5V55R/RM | 1984 | 90 km (56 dặm)   | 1,700 m/s (3,800 mph) | 7 m (23 ft)   | 450mm      | 1,450 kg (3,200 lb) | 133 kg (293 lb)   | SARH                     |                     |
| 5V55U    | 1992 | 150 km (93 dặm)  | 2,000 m/s (4,470 mph) | 7 m (23 ft)   | 450mm      | 1,470 kg (3,240 lb) | 133 kg (293 lb)   | SARH                     |                     |
| 48N6/E   | 1992 | 150 km (93 dặm)  | 2,000 m/s (4,470 mph) | 7.5 m (25 ft) | 500mm      | 1,780 kg (3,920 lb) | ~150 kg (~330 lb) | TVM                      |                     |
| 48N6E2   | 1992 | 195 km           | 2,000 m/s (4,470 mph) | 7.5 m (25 ft) | 500mm      | 1,800 kg (3,970 lb) | 150 kg (330 lb)   | TVM                      |                     |
| 9M82ME   | 1984 | 250 km           | 2,500 m/s (5,600 mph) |               |            |                     | 150 kg (330 lb)   | SARH bằng TELAR          | S-300V              |
| 9M83     | 1984 | 100 km (60 dặm)  | 1,800 m/s (4,030 mph) |               |            | 420 kg (926 lb)     | 150 kg (330 lb)   | SARH bằng TELAR          | S-300V              |
| 9M83ME   | 1990 | 200 km (120 dặm) |                       |               |            |                     |                   | SARH by TELAR            | S-300VM             |
| 9M96E1   | 1999 | 40 km (25 dặm)   | 900 m/s (2,010 mph)   |               |            | 330 kg (728 lb)     | 24 kg (53 lb)     | Radar dẫn đường chủ động | S-400               |
| 9M96E2   | 1999 | 120 km (75 dặm)  | 1,000 m/s (2,240 mph) |               |            | 420 kg (926 lb)     | 24 kg (53 lb)     | Radar dẫn đường chủ động | S-400               |
| 40N6     | 2000 | 400 km (250 dặm) |                       |               |            |                     |                   | Radar dẫn đường chủ động | S-400               |

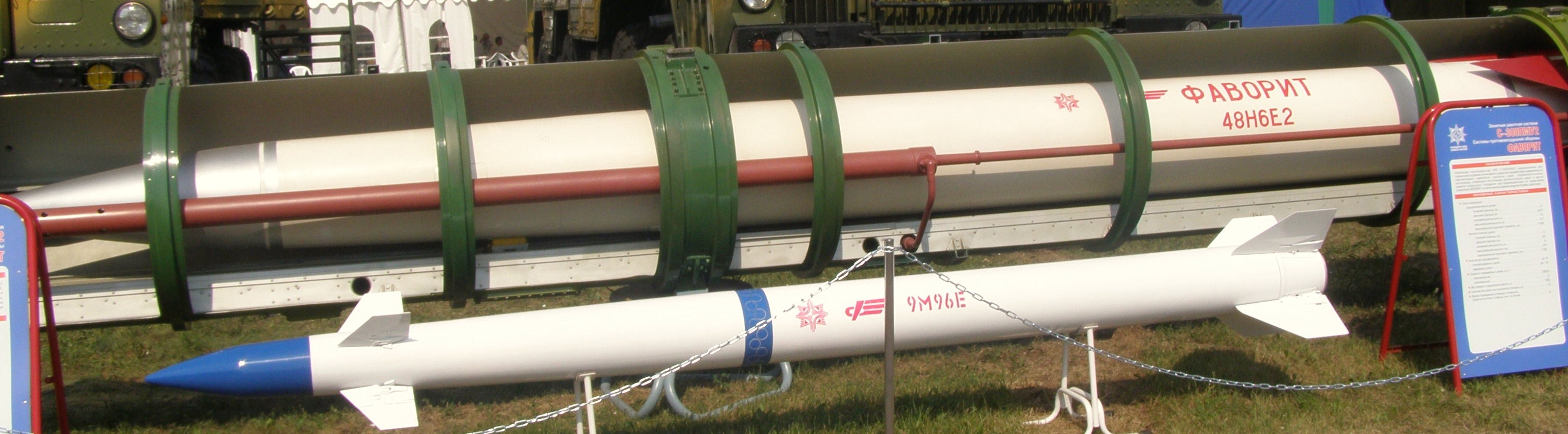
Hai kiểu tên lửa cho phức hợp phòng không SA-20 Nga

Do sử dụng cùng xe phóng nên các loại đạn của S-300 có thể dùng lẫn cho S-400 và ngược lại.

## So sánh với hệ thống MIM-104 Patriot của Mỹ
MIM-104 Patriot là hệ thống phòng không tầm xa của Mỹ có vai trò tương tự như S-300, do đó Tính năng của 2 hệ thống này luôn được so sánh với nhau:
- Patriot có bệ phóng được thiết kế trên xe rơ-moóc, bệ phóng tên lửa đặt nằm nghiêng cho phép tấn công mục tiêu ở góc hình nón trước mũi xe phóng, nếu mục tiêu ở hướng khác thì xe phóng sẽ phải quay đầu sang hướng đó mới có thể tấn công. Thiết kế của S-300 dùng phóng thẳng đứng nên có thể tấn công mục tiêu ở mọi hướng bay, do đó S-300 có lợi thế hơn về khả năng kiểm soát mục tiêu, đặc biệt là chống trả mục tiêu bay thấp hiệu quả hơn.
- Thời gian triển khai chiến đấu của Patriot là 30 phút trong khi S-300PMU chỉ mất 5 phút. Về mặt này, S-300 có ưu thế hơn hẳn.
- Patriot sử dụng radar tìm kiếm mục tiêu và điều khiển hỏa lực tích hợp AN/MPQ-53/65, radar có thể kiểm soát 100 mục tiêu trong phạm vi 170 km và có thể điều khiển 9 tên lửa cùng lúc. Thông số về mục tiêu được bám sát bởi một radar duy nhất thông qua hệ thống chỉ huy AN/MSQ-104 nên hệ thống được gọn nhẹ hóa, tuy nhiên nếu radar bị trúng hỏa lực, hệ thống sẽ mất khả năng chiến đấu bởi không có radar khác phụ trợ. S-300 thì sử dụng 2 hệ thống radar riêng biệt cho việc tìm kiếm mục tiêu và điều khiển hỏa lực. Radar tìm kiếm mục tiêu 64N6 Big Bird có phạm vi tìm kiếm mục tiêu lớn hơn nhiều so với Patriot, có thể phát hiện mục tiêu ở cự ly tới 300 km và theo dõi đồng thời 100 mục tiêu. Hệ thống chỉ huy đồng bộ 83M6 có khả năng tấn công 36 mục tiêu cùng lúc, số đạn tên lửa có thể dẫn bắn cùng lúc lên đến 72 tên lửa. Về hệ thống điều khiển hỏa lực, S-300 có lợi thế hơn hẳn về phạm vi và số lượng mục tiêu tấn công cùng lúc.
- Biến thể nâng cấp Patriot PAC-3 sử dụng công nghệ mới "hit-to-kill" (truy đuổi-tiêu diệt) tiên tiến. Loại tên lửa mới của PAC-3 không sử dụng đầu đạn mà dựa vào động năng của vụ va chạm tốc độ cao để tiêu diệt mục tiêu. Do không cần đầu đạn nổ nên loại tên lửa mới này rất nhỏ gọn, tăng thêm hiệu quả đánh chặn tên lửa đạn đạo, tuy nhiên hiệu quả khi chống lại máy bay hoặc tên lửa hành trình bị giảm đi và tầm bắn bị giảm xuống còn 20–35 km. Trong khi đó, S-300 sử dụng nhiều loại tên lửa khác nhau song chúng đều mang đầu nổ thông thường. Patriot sử dụng radar tìm kiếm mục tiêu và điều khiển hỏa lực tích hợp, trong khi S-300 sử dụng 2 hệ thống chuyên biệt. Như vậy, về độ nhỏ gọn thì PAC-3 có ưu thế hơn S-300, cho phép máy bay vận tải chuyên chở dễ dàng hơn.
- S-300 có thể sử dụng nhiều loại đạn tên lửa khác nhau như: Đạn tên lửa 48N6 tầm bắn 150 km, đạn 48N6E2 tầm bắn 200 km, đạn 40N6 có tầm 400 km (loại mới dùng cho S-400), có thể chặn đánh mục tiêu có vận tốc tối đa Mach 8,5. Patriot có phạm vi tác chiến xa nhất là 160 km, chặn đánh được mục tiêu có vận tốc tối đa Mach 5. Do đó, về phạm vi tác chiến và khả năng đánh chặn mục tiêu tốc độ cao của Patriot kém hơn so với S-300.

## Bên sử dụng và các biến thể khác

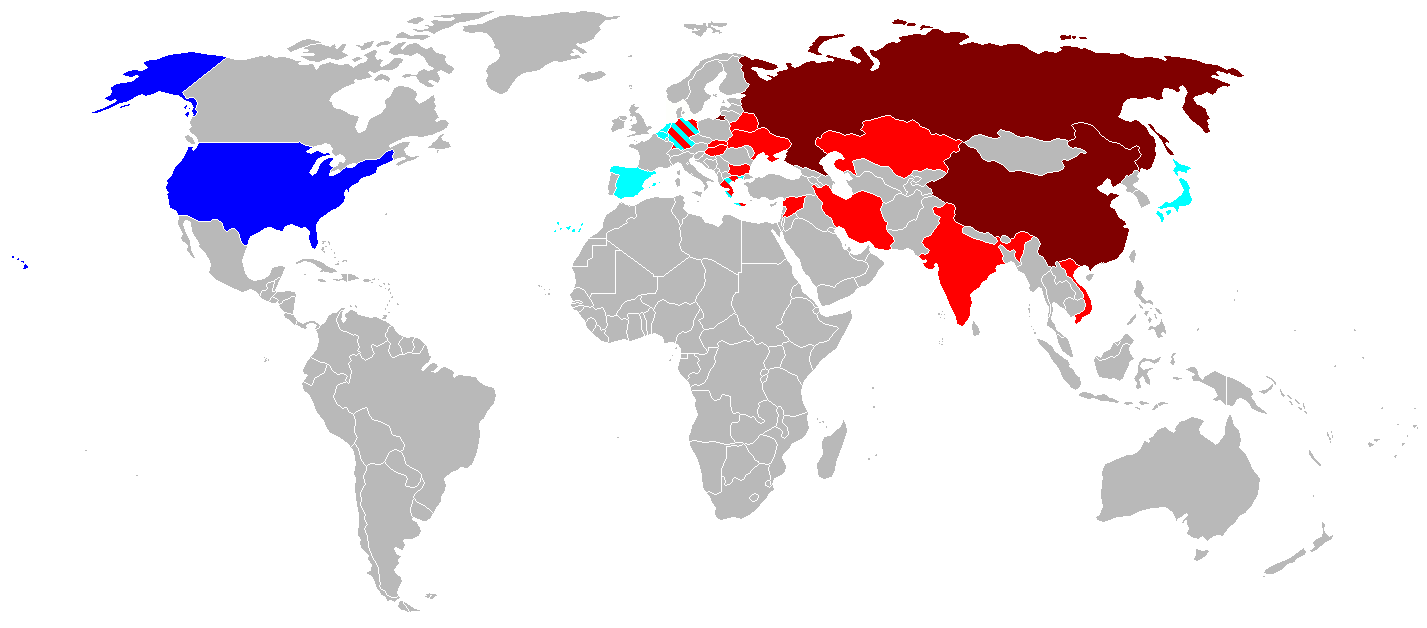
Nước sản xuất và sử dụng S-300 và đối thủ cạnh tranh chính của nó MIM-104 Patriot

S-300 chủ yếu được dùng ở Đông Âu và châu Á dù các nguồn không thống nhất với nhau về số lượng chính xác quốc gia sở hữu hệ thống này.
- Armenia Được triển khai ở Armenia bởi Nga tại Căn cứ Quân sự số 102[17][18]
- Belarus - các hệ thống S-300PS được chuyển giao từ Nga năm 2007 để thay thế model S-300 cổ hơn trong kho vũ khí của Belarus, loại S-300V cũ hơn được bán cho Thổ Nhĩ Kỳ để thử nghiệm và sử dụng trong cuộc tập trận Anatolian Eagle.
- Bulgaria có mười phương tiện phóng S-300, được chia vào hai đơn vị với mỗi đơn vị năm phương tiện phóng.[19]
- Trung Quốc: Trung Quốc đã mua S-300PMU-1 và đang sản xuất theo giấy phép hệ thống này với tên gọi Hongqi-10 (HQ-10). Trung Quốc cũng là khách hàng đầu tiên của S-300PMU-2 và có thể sử dụng S-300V dưới cái tên Hongqi HQ-18.[20] Trung Quốc cũng chế tạo một phiên bản cải tiến của HQ-10 với nhãn hiệu HQ-15 với tầm hoạt động tối đa lên tới từ 150 km (93 dặm) đến 200 km (124 dặm). Có những báo cáo không được xác nhận cho rằng phiên bản này là hệ thống S-300PMU-2 do Trung Quốc sản xuất.[21][22] Tổng số các khẩu đội S-300PMU/1/2 và HQ-15/18 trong Quân đội Giải phóng Nhân dân xấp xỉ là 40 và 60, trong năm 2008. Tổng số tên lửa ở mức hơn 1,600, với khoảng 300 bệ phóng.[22] Năm tiểu đoàn SAM như vậy đã được triển khai và hoạt động quanh khu vực Bắc Kinh, sáu tiểu đoàn tại vùng Eo biển Đài Loan và các tiểu đoàn còn lại tại các thành phố lớn như Thượng Hải, Thành Đô và Đại Liên. Hai hệ thống Rif (SA-N-6) đã được mua năm 2002 cho Hải quân Trung Quốc cho các Tàu khu trục Type 051C Destroyers.
- Síp &  Hy Lạp: Síp đã ký một thoả thuận mua các hệ thống S-300 năm 1996. Cuối cùng mua phiên bản S-300PMU-1, nhưng vì căng thẳng chính trị giữa Síp và Thổ Nhĩ Kỳ và áp lực của Thổ Nhĩ Kỳ (xem Khủng hoảng Tên lửa Síp (1997–1998)), hệ thống được chuyển giao cho Đảo Crete Hy Lạp. Sau này, Síp có được hệ thống Tor-M1 và hệ thống Buk-M1. Cuối cùng, ngày 19 tháng 12 năm 2007 các tên lửa chính thức được chuyển giao cho chính phủ Hy Lạp để đổi lấy thêm các hệ thống Tor-M1 và hệ thống Buk-M1.[19]
- Ấn Độ đã mua sáu khẩu đội S-300 vào tháng 8 năm 1995 với giá $1 tỷ, có lẽ là phiên bản S-300PMU-2, được cho là gồm 48 tên lửa mỗi hệ thống. Chúng dường như sẽ được sử dụng trong vai trò chống tên lửa đạn đạo tầm ngắn (BMD) chống lại các tên lửa M-11 của Pakistan.[23]
- Iran Tình trạng của Iran với hệ thống S-300 vẫn đang gây tranh cãi. Họ dường như đã có được một số lượng chưa biết các tên lửa S-300PMU-1 năm 1993, có thể lên tới 300 gần đây từ Belarus.[24] Iran tuyên bố đã ký một hợp đồng với Nga ngày 25 tháng 12 năm 2007 về việc mua bán hệ thống tên lửa S-300PMU-2.[25] Các quan chức Nga đã bác bỏ điều này.[26] Theo nguồn tin quốc phòng cao cấp của Israel, Iran sẽ nhận được các hệ thống S-300 vào năm 2009, việc chuyển giao sẽ diễn ra từ tháng 9 tới đầu năm 2009.[27][28][29] Cũng có tuyên bố rằng Croatia đã bán các hệ thống S-300 của họ cho Iran.[30] Sau này một tuyên bố khác được đưa ra nói rằng Libya đã chuyển các hệ thống S-300 cho Iran.[31]. Ngày 21 tháng 12, theo một nhà làm luật cao cấp của Iran, Nga đã bắt đầu cung cấp các thành phần của các hệ thống phòng không S-300 cho Iran. Esmaeil Kosari, phó chủ tịch uỷ ban của nghị viện về an ninh quốc gia và chính sách đối ngoại, nói với cơ quan thông tấn Iran IRNA rằng Iran và Nga đã có những cuộc đàm phán trong nhiều năm về việc mua các hệ thống phòng không S-300 và đã kết thúc với một thoả thuận. Kosari nói nước Cộng hoà Hồi giáo sẽ triển khai các hệ thống tên lửa phòng không đất đối không S-300 để tăng cường khả năng phòng vệ quốc gia tại các khu vực biên giới.[32] Ngày 28 tháng 10 năm 2009, khi được hỏi khi nào Nga sẽ chuyển giao các hệ thống cho Iran, Ivanov đã nói: "Cho tới thời điểm hiện tại chưa có sự chuyển giao nào như vậy."[33] Tuy nhiên ngày 23 tháng 12 năm 2009, Thứ trưởng Ngoại giao Nga Alexei Borodavkin nói Nga không thấy có lý do nào để huỷ bỏ thoả thuận cung cấp các hệ thống S-300 cho Iran. Ông nói ""Việc xuất khẩu các vũ khí như vậy không thuộc sự ràng buộc của các hiệp ước của Liên hiệp quốc hay các thoả thuận song phương, điều này giải thích tại sao chúng tôi không thấy có lý do lớn nào để đưa ra bất kỳ thay đổi nào trong thoả thuận," ám chỉ rằng có một thoả thuận.[34] Ngày 8 tháng 2 năm 2010, Iran thông báo họ đã "tự sản xuất trong nước" hệ thống có cùng khả năng với S-300.[35] Alexander Fumin đã nói rằng việc chậm trễ trong chuyển giao là do vấn đề kỹ thuật với hệ thống sóng radio.[36]
- Kazakhstan +5[37]
- Slovakia - Được thừa hưởng từ Tiệp Khắc. Đề xuất của Slovakia để được trang bị một khẩu đội vào giữa năm '90 đã bị huỷ bỏ.
- Syria thông báo ý định mua S-300P năm 1991 và hiện dường như đã sở hữu hệ thống này.[16][24][38].
- Nga: Đã sử dụng tất cả các biến thể S-300. Các lực lượng Phòng không Nga, là một phần của Không quân, hiện triển khai hơn 30 trung đoàn được trang bị các phức hợp tên lửa S-300, và đang dần được thay thế bằng các hệ thống S-400.[39] Hơn 20 tiểu đoàn của Nga sẽ được trang bị các hệ thống chống tên lửa S-400 vào năm 2015 Tướng Quân đội Yury Baluyevsky, Tổng tham mưu trưởng Các lực lượng Vũ trang Nga nói.[40]
- Ukraina - S-300PS, S-300PMU, S-300V và khác.[41]
- Hoa Kỳ đã mua một hệ thống S-300V vào năm 1993[cần dẫn nguồn] để đánh giá, áp dụng công nghệ để nâng cấp các hệ thống tên lửa Patriot của Mỹ[cần dẫn nguồn].
- Venezuela Venezuela đã đặt hàng S-300VM "Antey-2500" để trang bị cho 12 trung đoàn. Việc giao hàng được chờ đợi hoàn thành vào năm 2010-2011.[42]
- Việt Nam đã mua hai tổ hợp S-300PMU-1 (12 phương tiện phóng) với giá gần $300 triệu năm 2003.[43]

## Bên sử dụng cũ
- Croatia: Croatia không còn duy trì một hệ thống S-300 nữa. Họ đã mua được nó từ Ukraina hay Belarus năm 1995 và không bao giờ đặt ở tình trạng hoạt động, mà chỉ ở vai trò vũ khí tâm lý. Sau nhiều tranh cãi, năm 2004 hệ thống này không còn ở Croatia và được cho là đã bị bán.
- Tiệp Khắc - Một tiểu đoàn được thành lập năm 1985. Đã chuyển cho Slovakia năm 1992.
- Đông Đức

- Liên Xô

## Các bên sử dụng có khả năng trong tương lai
- Venezuela Chính phủ Venezuela gần đây xác nhận một hợp đồng với chính phủ Nga để mua một hệ thống S-300.[44]
- Libya - Đang đặt hàng 4 hệ thống S-300PMU-2.
- Indonesia - Không quân Indonesia đã thể hiện sự quan tâm tới nhiều hệ thống S-300PMU-2
- Algérie - 8/6[45] S-300PMU2 được đặt hàng năm 2006.
- Ả Rập Xê Út - Ả Rập Saudi đang đàm phán để mua hệ thống mới nhất S-400.[46]
- Việt Nam - Việt Nam có ý định mua thêm một số hệ thống S-300PMU2 và cả S-400[45][47]
- Syria sẽ được Nga cung cấp S-300 vào tháng 9/2018